# Catalina Huanca
Catalina Huanca o Catalina Apoalaya (siglo XVI - ¿siglo XVII?) es el nombre o apelativo de una curaca o cacica huanca, en la sierra central del Perú, que vivió en la época virreinal y fue célebre por sus obras benéficas así como por su opulencia. Existe una conocida leyenda que afirma que ella conocía los lugares secretos donde se hallaban enterrados los tesoros que los indígenas habían ocultado durante la conquista española, a lo largo del camino entre Lima y Huancayo.

## La versión de Palma
La primera versión sobre Catalina Huanca proviene de Ricardo Palma, quien en una de sus tradiciones cuenta que era hija del curaca huanca Cristóbal Apu Alaya y que nació en el pueblo de San Jerónimo de Tunán (cerca de la actual Huancayo), siendo su padrino de bautizo Francisco Pizarro. Este último gesto implicaba un simbolismo: la alianza de los huancas con los invasores españoles, para enfrentar la guerra de resistencia inca encabezada por Manco Inca. El dato del bautizo nos indicaría que Catalina Huanca nació antes de 1541, año en que Pizarro fue asesinado.
Catalina heredó el curacazgo a la muerte de su padre y sumado a las inmensas propiedades y rentas que poseía, se convirtió en un personaje con gran poder económico.Dueña de grandes extensiones de tierra fértil, cada cierto tiempo, repartía terrenos a los indígenas de su curacazgo, convocando al cultivo y la harmonía con la naturaleza. Se decía que permanecía cuatro meses del año en su residencia, y el resto del año se la pasaba inaugurando obras de bien común, para luego viajar fuera de su curacazgo, por Lima, Huamanga, Huánuco y Huaraz. En su viaje iba acompañada por su única hermana María Ana en una litera de plata, seguidas por una comitiva de 300 indígenas, y otra escolta que llevaban grandes sacos llenos de oro y plata, destinados a sus obras benéficas para los pobres y necesitados.
En 1590, Catalina mandó a construir el Hospital de la Misericordia en la ciudad de Huánuco. Ese mismo año, también fundó la Real Caja de Censos en la ciudad de Lima, para contribuir al pago de los tributos de los indígenas dentro de San Jerónimo de Tunán, capital de su curacazgo, Concepción, Orcotuna, Chupaca y demás pueblos de sus dominios. Al inaugurar sus obras benéficas, se preocupaba por su sustentabilidad, por lo que donaba casonas y fincas como respaldo. Al mismo tiempo, seguía adquiriendo más propiedades en diferentes lugares para el mantenimiento del alojamiento de su comitiva que la acompañaban durante largas estancias y duras travesías.
Catalina supo manejar una política de alianzas de poderes políticos y religiosos españoles, con el objetivo de mantener su poder y proteger a su pueblo.Fue así como donó los azulejos y maderas para la fábrica de la iglesia y convento de San Francisco, cuyo valor se calculó en cien mil pesos ensayados. Se dice también que, asociada al Arzobispo de Lima, Jerónimo de Loayza, y al Obispo de La Plata, Fray Domingo de Santo Tomás, mandó a construir el convento de Santa Ana.
Catalina finalmente falleció en los tiempos del virrey Marqués de Guadalcázar (1622-1629), con cerca de 90 años de edad.
El tradicionista finaliza relatando las leyendas que circulaban sobre los tesoros que Catalina, al parecer, dejó ocultos en su tierra natal de San Jerónimo y en otros lugares, los cuales explicarían la fortuna inagotable que desplegó en vida.

## La versión de Barco
La versión de Palma fue el punto de partida para que otros escritores y pseudo-investigadores alimentaran más la leyenda con datos por lo demás dudosos y contradictorios. En 1972, el general y político Alejandro Barco López publicó en un libro titulado Los tesoros de Pachacámac y Catalina Huanca, donde recopiló dichas informaciones, aunque teñidas de carácter místico, por lo que carecerían de rigor histórico.
Según datos recopilados por Barco, Catalina Huanca era hija de Machu Apo Alaya (Viejo Gran Señor Alaya), curaca de Hanan Huanca (1525-1546), una de las tres parcialidades de la nación Huanca, en el valle del Mantaro (las otras dos parcialidades eran Hurin Huanca y Hatun Jauja). Por línea materna, descendía del Inca Huáscar. Incluso, Barco fija el año de 1543 como el de su nacimiento.Tras la muerte de su padre, heredó una enorme fortuna. En Lima tenía dos casas, uno en la hacienda Vista Alegre (a la salida del actual camino a Chosica) y otra en la misma capital virreinal, en la calle del Carmen, parte de la cual forma parte de la entrada de la actual Quinta Heeren, y el resto de la casa de la familia Barco. Era, además, muy caritativa y religiosa, y una mecenas del arzobispo Jerónimo de Loayza y de Santa Rosa de Lima, de quien se hizo amiga cercana.
Catalina tuvo una hermana, María Ana, menor que ella, y varios hermanos, probablemente ilegítimos.Continuando con la información recogida por Barco, antes de morir, Machu Apo Alaya le reveló a Catalina, su heredera según las normas cristianas, el secreto sobre los lugares donde habían sido enterrados los tesoros del Templo de Pachacámac, que los indígenas habían ocultado de la codicia de los españoles.Catalina reveló el lugar donde se hallaban dichos tesoros a su primo Titu Cusi Yupangui, uno de los Incas de Vilcabamba, pero que el espíritu de su difunto padre se le presentó en medio de sueños terroríficos, advirtiéndole que no debía divulgar el secreto. Titu Cusi Yupangui se enamoró de Catalina, pero ella la rechazó, por ser polígamo e idólatra. Poco después, Titu Cusi Yupangui se separó de sus varias esposas y se convirtió al cristianismo, pero acabó falleciendo víctima de una enfermedad (probablemente pulmonía), en su agreste retiro de Vilcabamba.
Catalina vivió, en estado de virginidad, hasta los 94 años, falleciendo en 1637.

## Identificación histórica
Se ha intentado esclarecer, mediante la rigurosa investigación histórica, los hechos objetivos que subyacen en las leyendas de Catalina Huanca.
El historiador Luis Alayza y Paz Soldán, sostuvo que Catalina Huanca fue hija de Pedro Huanca y Huallpa, el descubridor de las minas de Potosí, hacia 1540.
Por su parte, Waldemar Espinoza Soriano, publicó un testamento de una tal Catalina Huanca Acopacha, que nació en Concepción de Achi, y que murió en 1653, la cual podría muy bien encajar en la personaje legendaria.
Posteriormente, el profesor Aquilino Castro Vásquez publicó un libro en 2005, titulado Teresa Apoalaya, la muy poderosa señora Catalina Huanca, donde sostiene que Catalina Huanca fue el apodo de Teresa Apoalaya, hija del curaca de Hanan Huanca, Carlos Apoalaya (descendiente de Machu Apo Alaya).De acuerdo a la información recopilada por Castro, Teresa Apoalaya nació en Chupaca en 1675; y tras la muerte de su padre asumió el cacicazgo hacia 1698, cuando todavía era muy joven. Gracias a una serie de alianzas de parentesco, llegó a dominar las tres parcialidades más importantes de la nación huanca, los cacicazgos de Hatun Jauja y Hurin Huanca (lo que hoy serían las ciudades de Jauja, Huancayo, Concepción y Chupaca). Gobernó durante cerca de cuatro décadas, y murió en 12 de agosto de 1735 sin dejar testamento conocido.Tenía la imagen de una mujer de fuerte carácter con los poderosos y dadivosa con los indígenas. Castro explica que Teresa Apoalaya usaba el apelativo de Catalina Huanca durante sus viajes a Lima para evitar que su hermano Cristóbal Apoalaya – prófugo de la justicia y que vivía oculto en Lima bajo otra identidad – fuese identificado, aunque no da documentación que lo confirme. Hay que señalar que Teresa Apoalaya fue un personaje plenamente histórico, que vivió entre los siglos XVII y XVIII, es decir, ya avanzada la colonia, llegando hasta la época borbónica. Por lo que no concuerda cronológicamente con la Catalina Huanca de la tradición de Palma, que la sitúa en el primer siglo de la dominación española, es decir, entre los años 1540 y 1630.
Pero todavía hay más posibles identificaciones. Para Benigno Peñaloza Jarrín, Catalina Huanca podría ser Catalina Yaruncho, esposa de Carlos Apoalaya, cacique de Hanan Huanca entre 1571 y 1580. Esta Catalina Yaruncho era natural del pueblo de Pillo y tras la muerte de su esposo, asumió la regencia del cacicazgo, pues de acuerdo a ley no podía heredarlo. Al igual que la legendaria Catalina Huanca, usufructuó de grandes riquezas e hizo obras públicas en beneficio de la comunidad.

## Leyenda sobre su tesoro
La leyenda divulgó diversos lugares donde supuestamente se hallan enterrados los “tesoros de Catalina Huanca”, en la ruta de Lima a Huancayo, tantas veces recorrida por la cacique. Se menciona al nevado Runatullu, Apata, San Jerónimo de Tunán, etc. En Lima se indicó como posible lugar el cerro de San Bartolomé, contiguo a El Agustino.
Hay constancia que, en 1886, se formó una compañía que emitió certificados a favor de sus socios para extraer el “tesoro de Catalina Huanca” enterrado supuestamente en dicho cerro. La escritura pública se extendió ante el notario Claudio José Suárez.
En 1930, el comandante Luis Sánchez Cerro, entonces presidente de la Junta Militar de Gobierno, autorizó las excavaciones en San Bartolomé y zonas aledañas, para ubicar el tesoro de Catalina. Se dice que fue su ministro de Guerra, el ya mencionado general Alejandro Barco, quien le convenció de la existencia de dicho tesoro. Sánchez Cerro llegó incluso a dar una resolución suprema (N.º 649) que declaraba el tesoro de propiedad del Estado Peruano pero la búsqueda, en la que se usó maquinaria, no dio ningún resultado.Apartado del poder en marzo de 1931, Sánchez Cerro regresó a la presidencia por vía constitucional a fines del mismo año y reanudó las excavaciones con la gran esperanza de poder hallar el tesoro para armar al país, que se hallaba en conflicto con Colombia, pero en abril de 1933 resultó asesinado. Su sucesor, el general Óscar R. Benavides, ordenó paralizar definitivamente las excavaciones. No faltó quien atribuyera la muerte del presidente a una maldición provocada por los espíritus protectores del tesoro.Dichas excavaciones han dejado túneles bajo el cerro, los cuales han ocasionado daños en las infraestructuras de las casas aledañas, del distrito de El Agustino.

## En la cultura popular
- Según Roger Darío de la Vega, en la basílica de San Pedro de Lima, se hallan los cuadros de Catalina Huanca y su hermana María Ana. Estas pinturas fueron ejecutadas por el notable pintor italiano Bernando Bitti.[5]
- Una leyenda cuenta que Catalina Huanca, durante el recorrido que hacía desde la sierra hasta la capital virreinal, se detenía en una huaca situada en el actual distrito de Ate, entonces en las afueras de la ciudad de Lima. Esta huaca fue bautizada en su nombre y aún subsiste aunque en deplorable estado, en medio de los terrenos de una arenera de propiedad privada.[2]Los estudios arqueológicos han determinado que la huaca es perteneciente a la cultura Lima, y que fue construida entre 200 a. C. y 600 d. C. Se trata de un complejo arquitectónico, compuesto por una pirámide con rampa rodeada de montículos ceremoniales.[2]